# حمولة عالقة
الحمولة العالقة لتدفق الموائع مثل النهر هي جزء من الرواسب التي يرفعها تدفق السائل في عملية نقل الرواسب. ويظل معلقًا بسبب جريان السائل المضطرب. تتكون الحمولة العالقة عمومًا من جزيئات صغيرة، مثل الصلصال والغرين والرمال الناعمة.

## طالع أيضًا
- راسب
- رقم الاستثار
- حمولة القاع
- حمولة متحللة